# Singapore Street Circuit
Il Singapore Street Circuit, anche denominato Marina Bay Street Circuit, è il circuito cittadino non permanente sito a Marina Bay, Singapore, che ospita il Gran Premio di Singapore di Formula 1. Il senso di marcia è antiorario, come a Baku, Interlagos, Abu Dhabi ed Austin. La pista attraversa alcune delle parti più belle e suggestive della città, come avviene per quello del Principato di Monaco (Monte Carlo). La realizzazione è stata curata dal progettista di fiducia di Bernie Ecclestone, Hermann Tilke.
La prima edizione rappresentò una pietra miliare nella storia della Formula 1, in quanto si trattò della prima corsa disputata in notturna, pensata al fine di offrire uno scenario inedito e contemporaneamente venire incontro al fuso orario del pubblico europeo (le 14:00 CEST). All'esordio, l'altissima richiesta di biglietti da parte della popolazione locale e dei turisti, mandò in tilt il sistema telematico di vendita dei tagliandi già nel mese di febbraio. Si ebbe il tutto esaurito per l'intero fine settimana di gara.

## Caratteristiche tecniche

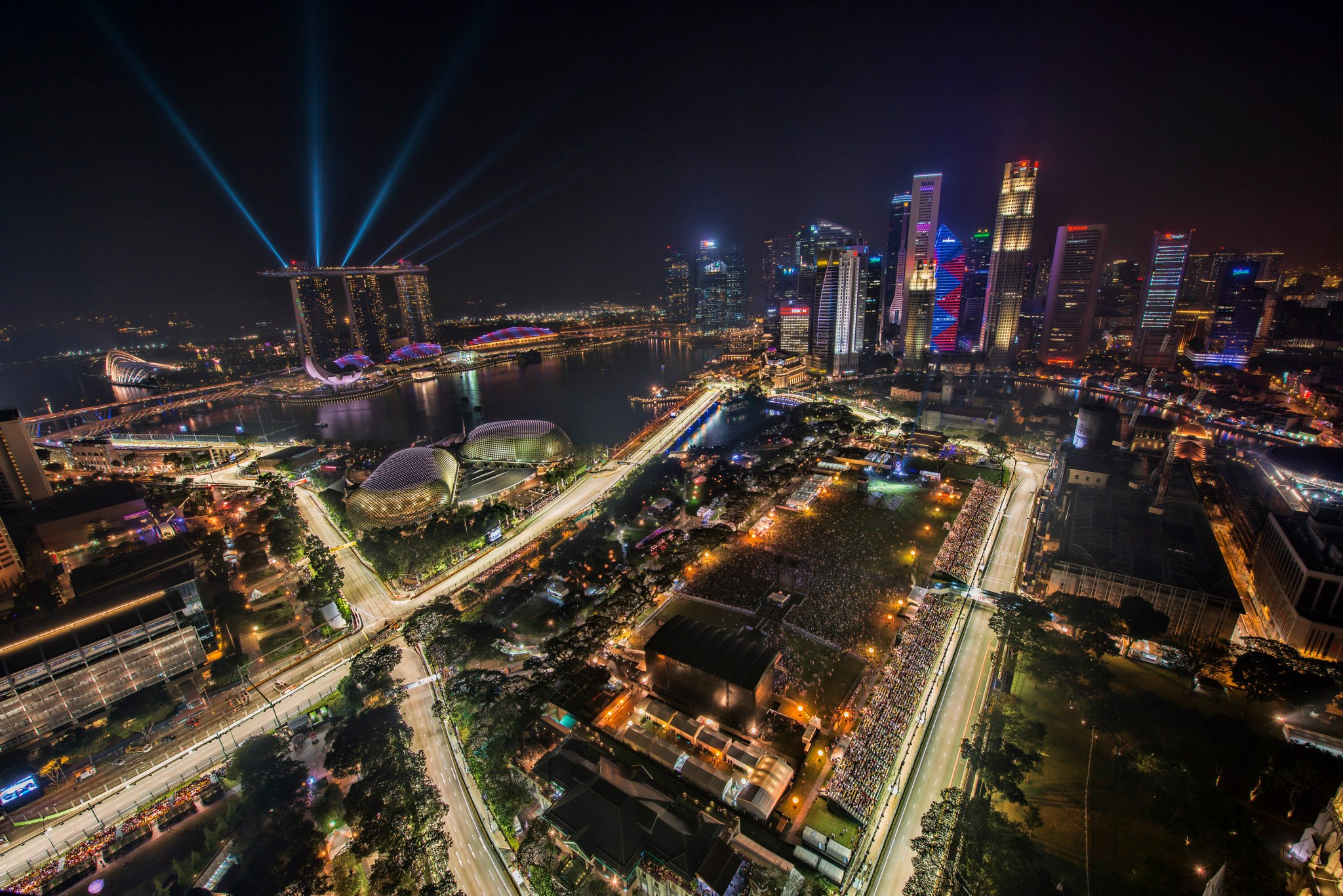
Il circuito visto dall'alto

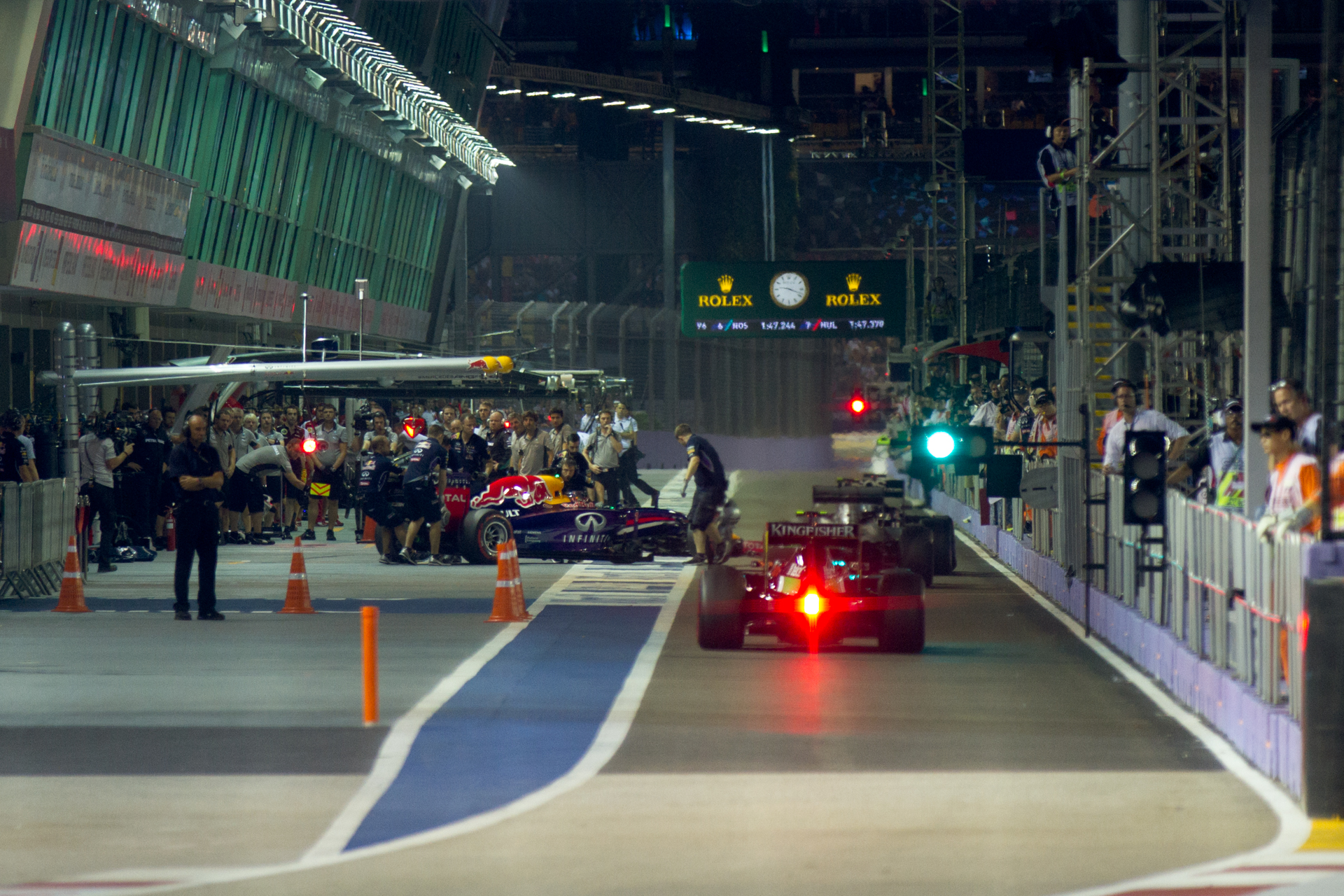
La pit lane

Il giorno della conferma della nascita del gran premio venne pubblicata una prima cartina del tracciato. L'area del paddock è collocata presso un'ampia zona sul Republic Boulevard dietro alla Singapore Flyer. Una bretella temporanea porta sotto il Ponte Benjamin Sheares verso Republic Boulevard girando poi su Raffles Boulevard. Si procede poi su Nicoll Highway, Stamford Road e Saint Andrew's Road attorno a Padang, passato il Municipio di Singapore.
La pista continua verso Anderson Bridge, passa il Fullerton Hotel per poi piegare a sinistra su Esplanade Drive dietro al Merlion Park. Raggiunge poi Raffles Avenue e taglia a destra dopo l'Esplanade sino al The Float at Marina Bay e ritorna verso la zona d'arrivo con un'altra bretella temporanea costruita nei pressi della Singapore Flyer. La pista presenta un tratto veramente unico tra le curve 18 e 19, passando sotto le tribune poste all'altezza della Floating Platform.
Nel fine settimana della prima edizione, nel 2008, molti piloti si lamentarono della qualità della pavimentazione, non perfetta.
Un altro elemento di critica fatto dai piloti era legato al clima umido di Singapore. Lewis Hamilton affermò come il circuito fosse due volte più faticoso di quello di Monte Carlo.
Altri piloti, tra cui Sébastien Bourdais e Fernando Alonso, criticarono l'altezza dei cordoli alla curva 13 e alla chicane della curva 10. Felipe Massa definì i cordoli come "piccole tartarughe che possono danneggiare la vettura in caso d'errore". I piloti erano anche preoccupati che l'asfalto accidentato potesse rovinare le sospensioni, o che avrebbe potuto favorire uscite di pista. In risposta a queste preoccupazioni, il delegato FIA Charlie Whiting ordinò delle modifiche ai cordoli della curva 10 prima delle prove del venerdì. Furono poi successivamente resi più bassi prima delle qualifiche.
L'entrata della pit lane, che inizia alla penultima curva del tracciato, fu considerata "difficile e incredibilmente pericolosa" da molti piloti, vista la velocità raggiunta dalle vetture nel punto. Fu modificata per le qualifiche, allungando la linea di guida all'ingresso della corsia. Questo comportò un anticipo nell'entrata, rendendo così più chiara la manovra alle vetture che seguivano.
Per l'edizione del 2009, il circuito viene leggermente modificato nelle curve 1, 2 e 3 per consentire sorpassi più facili, così come nella curva 10 dove alti cordoli hanno provocato vari incidenti nell'edizione 2008.
Nel marzo 2009, tre curve del circuito hanno ricevuto una denominazione ufficiale dopo che è stato indetto una concorso di idee tra i tifosi locali. La curva 1 ora si chiama Sheares in onore di Benjamin Henry Sheares, il secondo presidente di Singapore; la 7 è stata ridenominata Memorial vista la vicinanza al monumento che ricorda le vittime civili della seconda guerra mondiale; la curva 10 è chiamata ora Singapore Sling.
L'impianto di illuminazione del circuito è stato realizzato dalla ditta italiana Valerio Maioli Spa di Ravenna e, secondo i dati forniti, consuma 3 volte meno dell'impianto di Abu Dhabi che è tuttavia meno luminoso del 38%. La rimozione delle strutture viene completata in 5 settimane da un team di circa 30 addetti.
Anche per l'edizione 2010 sono effettuati dei cambiamenti nel circuito. Viene modificato il disegno della chicane Sling con l'intento di spostare maggiormente l'uscita dalla stessa delle vetture più a sinistra. Sono state modificate anche le curve 5 e 7, oltre il muro esterno della 21. Viene riasfaltato il tratto tra la curva 3 e 7, nonché quello tra la 14 e la 19. Viene abbassato il livello del paddock per consentire un rientro in pista alle monoposto senza sobbalzi e vengono rimodellati i cordoli alla curva 10. È stata modificata anche la colorazione dei muretti per ragioni di miglior visibilità televisiva.
Per l'edizione 2013 la chicane 10, nota come Singapore Sling, viene rimossa e sostituita da una semplice curva a sinistra per innalzare la velocità media sul giro. Per aumentare la sicurezza data la velocità più alta di uscita dalla curva sono state aggiunte barriere supplementari in uscita. Vengono inoltre riasfaltate, per l'usura dovuta al traffico cittadino, le prime tre curve, la curva 5, la curva 8 e il rettilineo Esplanade Drive tra la curva 13 e 14. Viene riasfaltata anche la pit lane a causa di cedimenti nel terreno.
Per l'edizione 2015 il tracciato ha subito delle leggere modifiche nel tratto compreso tra la curva 11 e la curva 13: la curva 11 è stata resa più stretta in modo da poter prendere la corsia sinistra di Fullerton Road, mentre la curva 12 è stata modificata cosicché le vetture possano inserirsi sul lato sinistro dell'Anderson Bridge; infine la curva 13 è stata allargata di un metro per favorire i sorpassi tra le monoposto.
Per l'edizione 2017 sono state riasfaltate alcune parti del circuito: curve 1 e 2, un tratto di 100 metri dopo la curva 5, alcune zone tra le curve 12 e 13 e intorno alle curve 15,16 e 17. La fast lane è allargata di 275mm spostando il muretto dei box.
Per l'edizione 2018 sono state riallineate le curve 16 e 17; in base a queste modifiche, la lunghezza ufficiale del circuito è scesa da 5 065 m a 5 063 m. Il nuovo asfalto è stato posato alla curva 1, tra la curva 5 e la curva 7, tra le curve 15 e 17 ed alla curva 23.
Per l'edizione 2019 viene aggiunta una terza zona DRS, nel tratto compreso tra la curva 13 e la curva 14, al fine di favorire i sorpassi.
Per l'edizione 2022 il punto di attivazione del DRS della prima zona posta sul rettilineo principale viene anticipato di 5 m, così come il punto di attivazione del dispositivo mobile della seconda zona, quella compresa tra la curva 5 e la curva 7, al fine di favorire i sorpassi.
Per l'edizione del 2023 il circuito cambia nuovamente il layout, per la quinta volta, rimuovendo il tratto lento che andava dalla curva 16 alla curva 19. Dall'uscita della curva 14 c'è un unico tratto veloce prima della chicane che porta al traguardo, lungo 397,9 m, il quale non è comunque oggetto di una zona DRS che avrebbe portato il circuito a presentarne ben quattro. Il tempo sul giro viene abbassato di circa dieci secondi, con l'abbassamento del numero totale di curve, da 23 a 19, della lunghezza del circuito, da 5 063 km a 4 940 km, e dell'aumento del numero di giri, da 61 a 62. La distanza di gara viene stimata in un completamento di un'ora e mezzo, rispetto al limite delle due ore che ha caratterizzato alcune edizioni della corsa. La modifica doveva entrare in vigore già per l'edizione 2022 della gara.
Per l'edizione 2024 viene aggiunta una quarta zona DRS, nel tratto compreso tra la curva 14 e la curva 16, al fine di favorire i sorpassi. Il tracciato diventa la seconda pista nella storia del mondiale, dopo il circuito Albert Park, a figurare ben quattro zone DRS.
Il record assoluto del circuito è di 1'29"525 stabilito da Lando Norris su McLaren nelle qualifiche del Gran Premio di Singapore 2024.

## Mappe del circuito

La configurazione originale di 5.073 metri utilizzata dal 2008 al 2012
La configurazione di 5.061 metri con la chicane chiamata Singapore Sling della curva 10 rimossa utilizzata dal 2013 al 2014
La configurazione di 5.065 metri con le curve 11-13 modificate utilizzata dal 2015 al 2017
La configurazione di 5.063 metri con le curve 16-17 modificate utilizzata dal 2018 al 2019 e nel 2022
La configurazione di 4.940 metri con il rettilineo compreso tra le curve 15-16 utilizzata dal 2023

## Albo d'oro della Formula 1
| 2008 | Fernando Alonso  | Renault       |               |               |
| 2009 | Lewis Hamilton   | McLaren       |               |               |
| 2010 | Fernando Alonso  | Ferrari       |               |               |
| 2011 | Sebastian Vettel | Red Bull      |               |               |
| 2012 | Sebastian Vettel | Red Bull      |               |               |
| 2013 | Sebastian Vettel | Red Bull      |               |               |
| 2014 | Lewis Hamilton   | Mercedes      |               |               |
| 2015 | Sebastian Vettel | Ferrari       |               |               |
| 2016 | Nico Rosberg     | Mercedes      |               |               |
| 2017 | Lewis Hamilton   | Mercedes      |               |               |
| 2018 | Lewis Hamilton   | Mercedes      |               |               |
| 2019 | Sebastian Vettel | Ferrari       |               |               |
| 2020 | Non disputato    | Non disputato | Non disputato | Non disputato |
| 2021 | Non disputato    | Non disputato | Non disputato | Non disputato |
| 2022 | Sergio Pérez     | Red Bull      |               |               |
| 2023 | Carlos Sainz Jr. | Ferrari       |               |               |
| 2024 | Lando Norris     | McLaren       |               |               |

### Vittorie per pilota
| Vittorie | Pilota           | Anno(i)/Vettura                                                             |
| -------- | ---------------- | --------------------------------------------------------------------------- |
| 5        | Sebastian Vettel | 2011/Red Bull - 2012/Red Bull - 2013/Red Bull - 2015/Ferrari - 2019/Ferrari |
| 4        | Lewis Hamilton   | 2009/McLaren - 2014/Mercedes - 2017/Mercedes - 2018/Mercedes                |
| 2        | Fernando Alonso  | 2008/Renault - 2010/Ferrari                                                 |
| 1        | Nico Rosberg     | 2016/Mercedes                                                               |
| 1        | Sergio Pérez     | 2022/Red Bull                                                               |
| 1        | Carlos Sainz Jr. | 2023/Ferrari                                                                |
| 1        | Lando Norris     | 2024/McLaren                                                                |

### Vittorie per team
| Vittorie | Scuderia | Anno(i)/Pilota                                                                               |
| -------- | -------- | -------------------------------------------------------------------------------------------- |
| 4        | Ferrari  | 2010/Fernando Alonso - 2015/Sebastian Vettel - 2019/Sebastian Vettel - 2023/Carlos Sainz Jr. |
| 4        | Red Bull | 2011/Sebastian Vettel - 2012/Sebastian Vettel - 2013/Sebastian Vettel - 2022/Sergio Pérez    |
| 4        | Mercedes | 2014/Lewis Hamilton - 2016/Nico Rosberg - 2017/Lewis Hamilton - 2018/Lewis Hamilton          |
| 2        | McLaren  | 2009/Lewis Hamilton - 2024/Lando Norris                                                      |
| 1        | Renault  | 2008/Fernando Alonso                                                                         |

## Galleria d'immagini

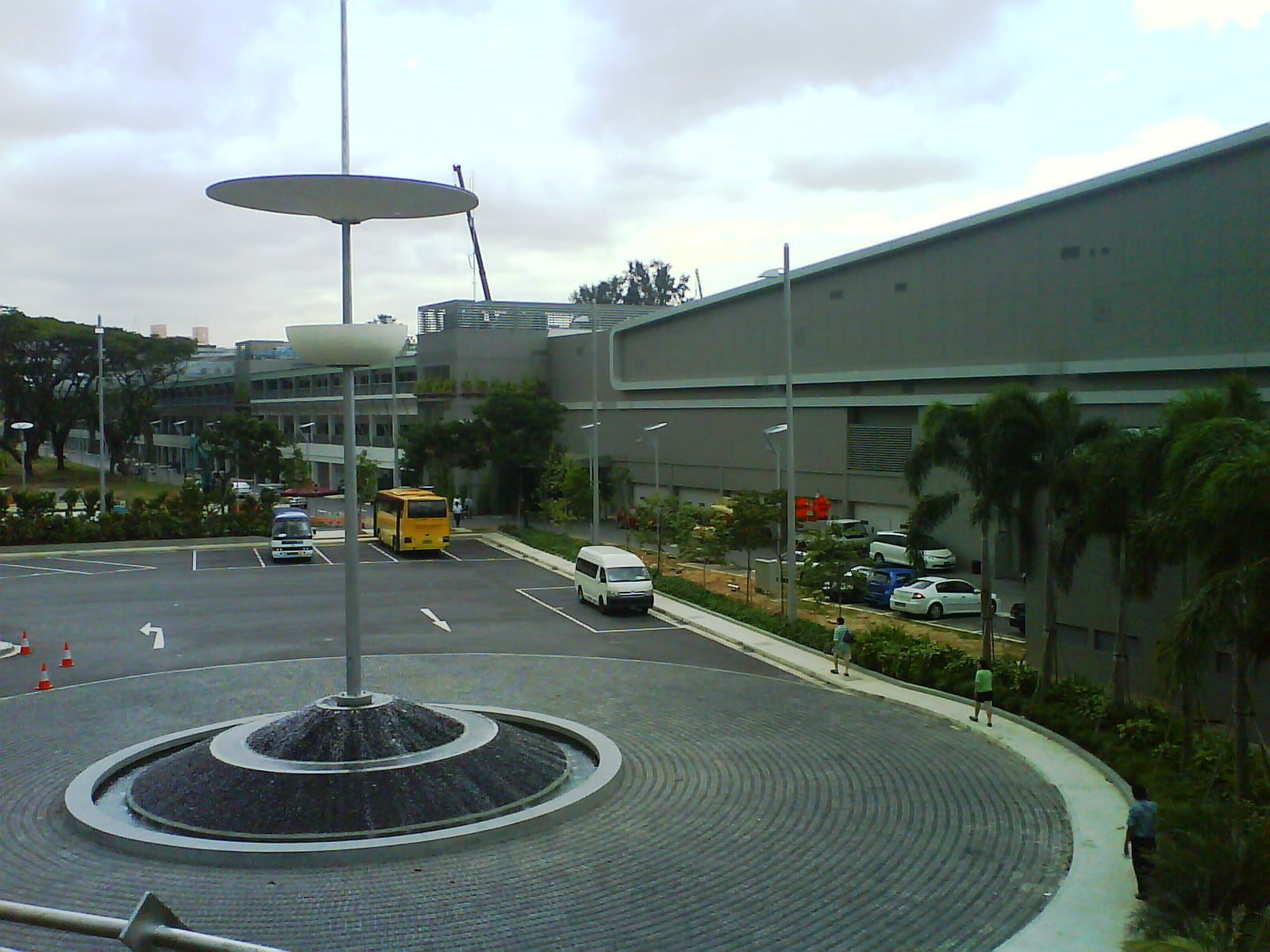
The Audience Stand
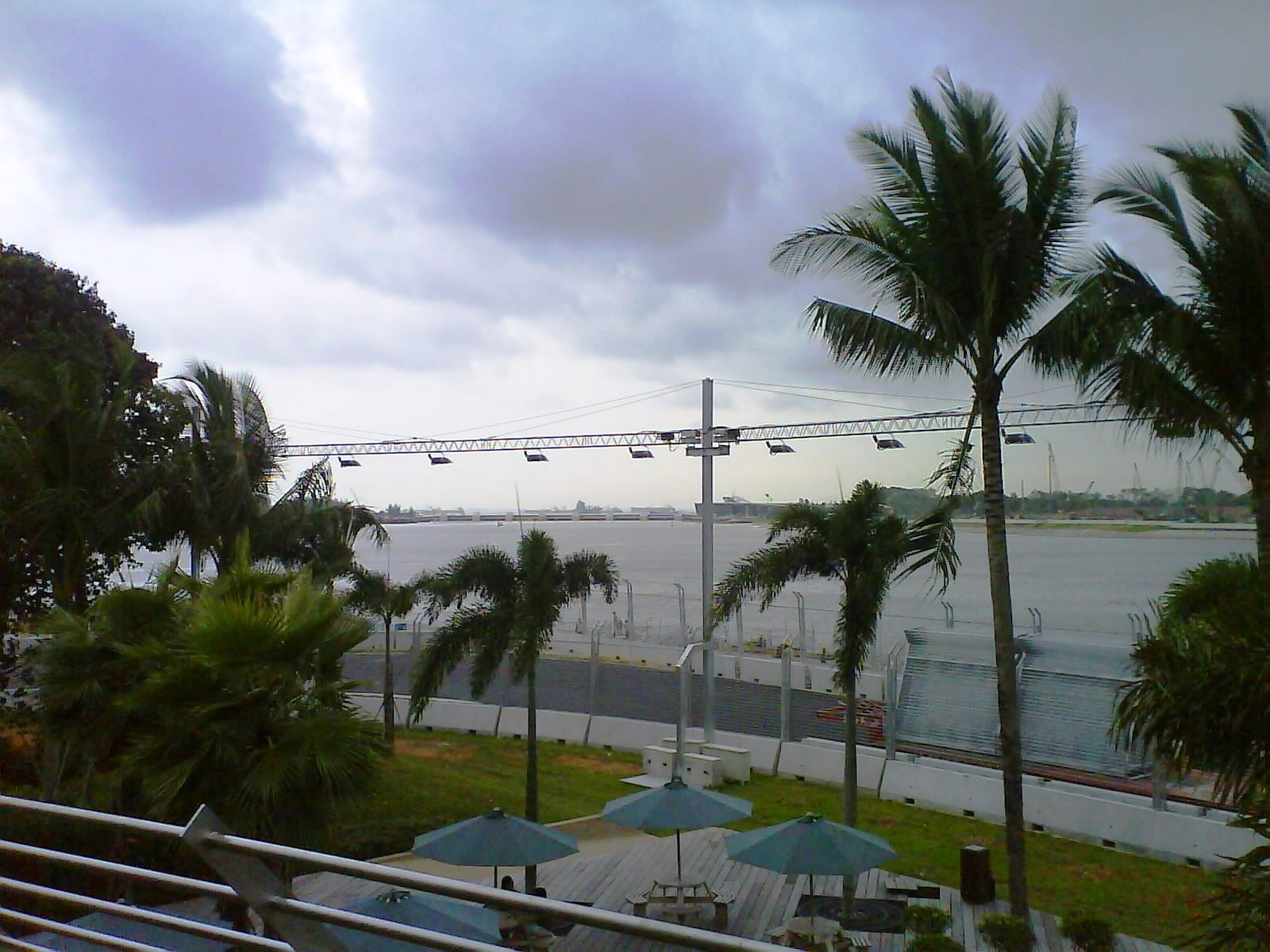
Curva 18
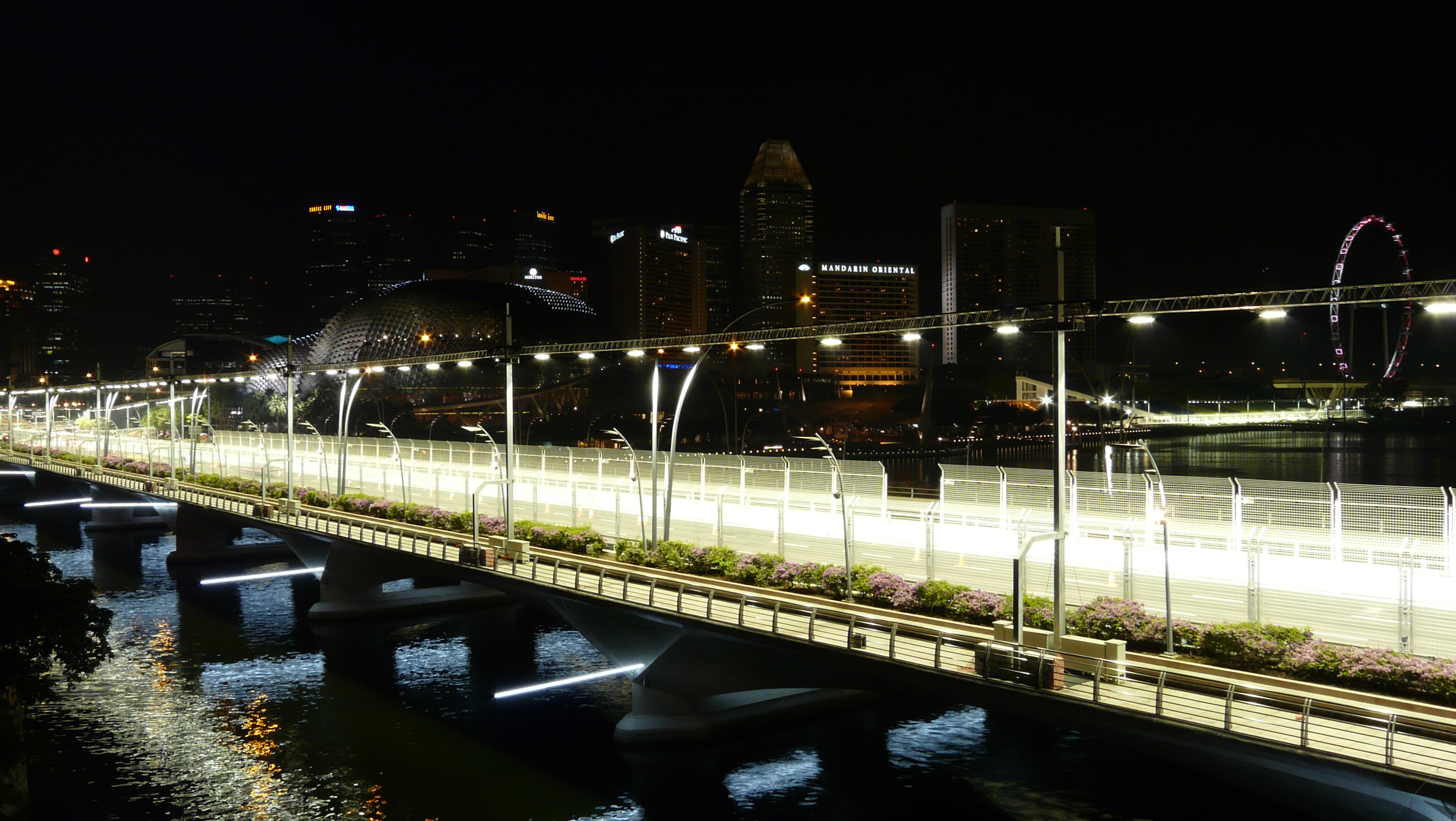
Vista del circuito dall'Esplanade una settimana prima della gara del 2008.
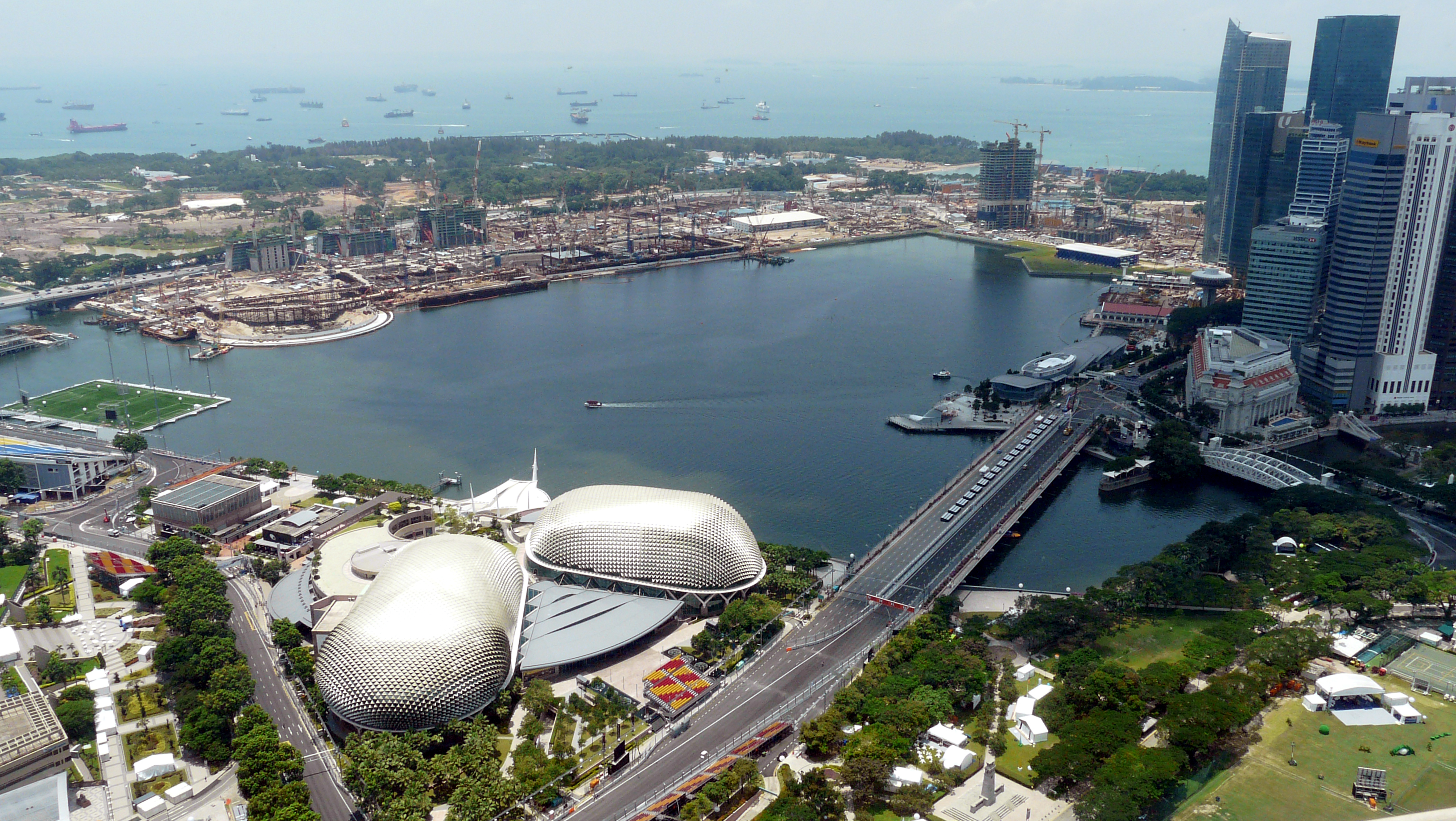
Vista sul circuito dalla Bird's eye, due giorni prima della gara del 2008.
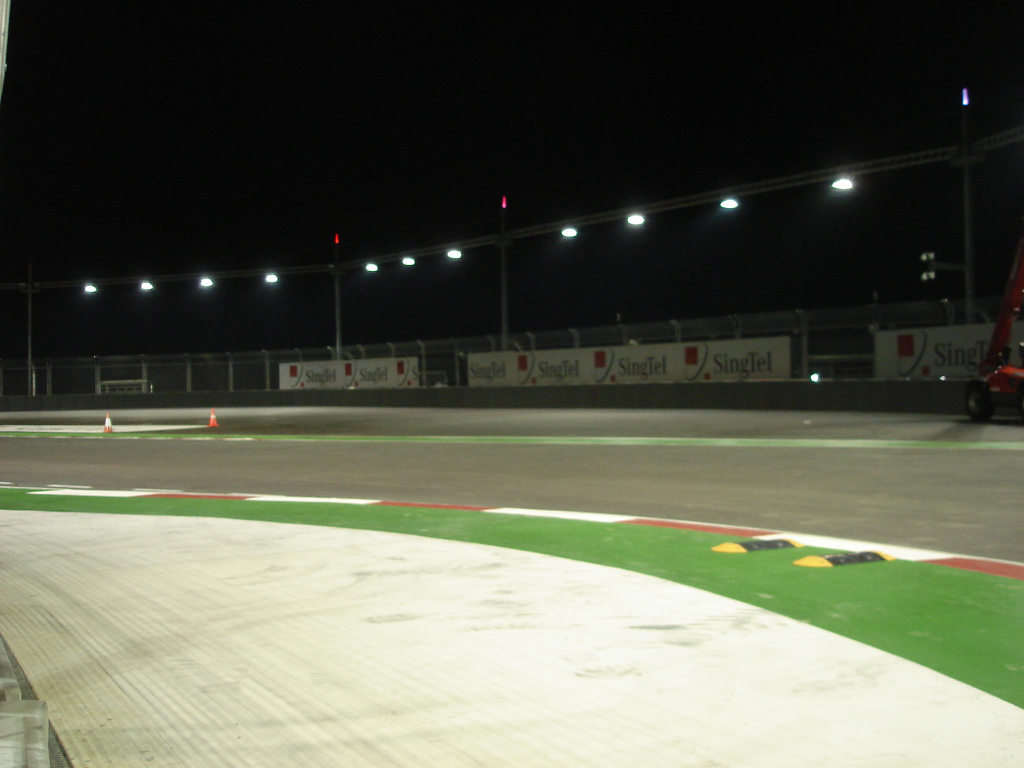
Penultima curva.